# Dicranum decumbens
Dicranum decumbens är en bladmossart som beskrevs av George Henry Kendrick Thwaites och Mitten 1873. Dicranum decumbens ingår i släktet kvastmossor, och familjen Dicranaceae. Inga underarter finns listade i Catalogue of Life.